# Orange Bowl 2025
Match précédent Match suivant
L'Orange Bowl 2025 est un match de football américain de niveau universitaire joué après la saison régulière de 2024, le 9 janvier 2025, au Hard Rock Stadium de Miami Gardens en Floride.
Il s'agit de la 91e édition de l'Orange Bowl et est une des demi-finales du College Football Playoff.
Il met en présence les vainqueurs du Fiesta Bowl 2024, les Nittany Lions de Penn State issus de la Big Ten Conference, aux vainqueurs du Sugar Bowl 2025, le Fighting Irish de Notre Dame, équipe indépendante.
Programmée vers 19 h 30 locales, la rencontre est retransmise en télévision sur ESPN.
Sponsorisé par la société Capital One, le match est officiellement dénommé le Capital One Orange Bowl 2025College Football Playoff Semifinal at the Capital One Orange Bowl 2025.
Notre Dame remporte le match 27 à 24 et se qualifie pour le College Football Championship Game 2025 qui se déroule le 20 janvier 2025 au Mercedes-Benz Stadium d'Atlanta en Géorgie contre le vainqueur du Cotton Bowl Classic 2025.

## Équipes
Le mach met en présence deux équipes issues des ¼ de finale du College Football Playoff. Son vainqueur se qualifie pour le College Football Championship Game 2025.
| Équipes | Couleurs | Conférences | Entraîneurs                      | Bilans | Classements avant le bowl | Classements avant le bowl | Classements avant le bowl |
| --- | -------- | ----------- | -------------------------------- | ------ | ------------------------- | ------------------------- | ------------------------- |
| Équipes | Couleurs | Conférences | Entraîneurs                      | Bilans | CFP                       | AP                        | Coaches                   |
| Nittany Lions de Penn State                                                                                     |          | Big 10      | James Franklin (en) (11e saison) | 13 - 2 | no 4                      | no 5                      | no 5                      |
| Fighting Irish de Notre Dame                                                                                    |          | Indépendant | Marcus Freeman (en) (3e saison)  | 13 - 1 | no 5                      | no 3                      | no 3                      |
| - Arbitre : Michael VanderVelde (Big 12) - Équipe donnée favorite par les bookmakers : Penn State par 1 ½ point |          |             |                                  |        |                           |                           |                           |

Il s'agit de la 20e rencontre entre les deux équipes, pour 9 victoires chacune et un nul ;
| Saison | Date             | Vainqueur  | Score   | Perdant    | Compétition                                 |
| ------ | ---------------- | ---------- | ------- | ---------- | ------------------------------------------- |
| 2007   | 8 septembre 2007 | Penn State | 31 - 10 | Notre Dame | Match de saison régulière joué à Penn state |
| 2006   | 9 septembre 2006 | Notre Dame | 41 - 17 | Penn State | Match de saison régulière joué à Notre Dame |
| 1992   | 14 novembre 1992 | Notre Dame | 17 - 16 | Penn State | Match de saison régulière joué à Notre Dame |
| 1991   | 16 novembre 1991 | Penn State | 35 - 13 | Notre Dame | Match de saison régulière joué à Penn state |
| 1990   | 17 novembre 1990 | Penn State | 24 - 21 | Notre Dame | Match de saison régulière joué à Notre Dame |

### Fighting Irish de Notre Dame
Notre Dame termine sa saison régulière avec un bilan en saison régulière de 11 victoires et 1 défaites, rencontrant et battant 4 équipes classées dans le Top 25 de l'AP (23-13 contre #20 Texas A&M, 31-24 contre #15 Louisville, 51-14 contre #24 Navy. et 49-14 contre #19 Army). Leur seule défaite a lieu le 7 septembre contre Northern Illinois (14-16).
Ils terminent ainsi 5e du classement CFP et 3e des classements AP et Coaches.
Désignés 7e tête de série du tournoi final du CFP, ils ne sont pas exemptés du premier tour au cours duquel ils battent 27 à 17 les Hoosiers de l'Indiana, 10e tête de série. En ¼ de finale, ils battent les Bulldogs de la Géorgie 23 à 10 lors du match joué à l'occasion du Sugar Bowl 2025. 
Ils affichent dès lors un bilan de 13 victoires pour 1 défaite avant l'Orange Bowl auquel ils participent pour la 6e fois (2 victoires et 3 défaites). Ce bowl est le 45e de leur histoire (23 victoires, 21 défaites :
| Saisons | Dates            | Vainqueurs       | Scores  | Finalistes     | Bilan   |
| ------- | ---------------- | ---------------- | ------- | -------------- | ------- |
| 1974    | 1er janvier 1975 | #9 Notre Dame    | 13 - 11 | #2 Alabama     | V : 1-0 |
| 1972    | 1er janvier 1973 | #9 Nebraska      | 40 - 06 | #12 Notre Dame | D : 1-1 |
| 1989    | 1er janvier 1990 | #4 Notre Dame    | 21 - 06 | #1 Colorado    | V : 2-1 |
| 1990    | 1er janvier 1991 | #1 Colorado      | 10 - 09 | #5 Notre Dame  | D : 2-2 |
| 1995    | 1er janvier 1996 | #8 Florida State | 31 - 26 | #6 Notre Dame  | D : 3-2 |

| Logo     | Postes        | Joueurs                                            | Statistiques                                                      |
| -------- | ------------- | -------------------------------------------------- | ----------------------------------------------------------------- |
|          | Quarterback   | Riley Leonard                                      | 217/325 passes réussies pour 2 293 yards, 17 TDs, 6 interceptions |
| Coureur  | Jeremyah Love | 142 courses pour 1 057 yards nets gagnés et 16 TDs |                                                                   |
| Receveur | Beaux Collins | 36 réceptions pour 145 yards et 2 TDs              |                                                                   |

### Nittany Lions de Penn State
Penn State termine la saison régulière avec un bilan de 11 victoires et 1 défaite (8-1 en matchs de conférence) en ayant rencontré deux équipes classées dans le Top 25 de l'AP (victoire 21-7 contre #19 Illinois et défaite 13-30 contre #4 Ohio State). Ils perdent ensuite la finale de la conférence Big Ten 37 à 45 contre #1 Oregon,.
Désignés no 4 au classement final du CFP et no 5 aux classements AP et Coaches, ils sont qualifiés pour le tournoi final du College Football Playoff 2024.
Considérés comme 6e tête de série,  ils battent lors du premier tour du tournoi, les Mustangs de SMU 38 à 10. En ¼ de finale, ils battent les Broncos de Boise State 31 à 14 lors du match joué à l'occasion du Fiesta Bowl 2024.
Ils affichent dès lors un bilan de 13 victoires pour 2 défaites avant l'Orange Bowl auquel ils participent pour la 6e fois (4 victoires et 1 défaite). Ce bowl est le 56e de leur histoire :
| Saisons | Dates            | Vainqueurs    | Scores  | Finalistes          | Bilan   |
| ------- | ---------------- | ------------- | ------- | ------------------- | ------- |
| 1968    | 1er janvier 1969 | #3 Penn State | 15 - 14 | #6 Kansas           | V : 1-0 |
| 1969    | 1er janvier 1970 | #2 Penn State | 10 - 03 | #6 Missouri         | V : 2-0 |
| 1973    | 1er janvier 1974 | #6 Penn State | 16 - 09 | #13 Louisiana State | V : 3-0 |
| 1985    | 1er janvier 1986 | #3 Oklahoma   | 25 - 10 | #1 Penn State       | D : 3-1 |
| 2005    | 3 janvier 2006   | #3 Penn State | 26 - 23 | #22 Florida State   | V : 4-1 |

| Logo     | Postes        | Joueurs                                           | Statistiques                                                      |
| -------- | ------------- | ------------------------------------------------- | ----------------------------------------------------------------- |
|          | Quarterback   | Drew Allar                                        | 250/351 passes réussies pour 3 192 yards, 24 TDs, 7 interceptions |
| Coureur  | Kaytron Allen | 201 courses pour 1 026 yards nets gagnés et 8 TDs |                                                                   |
| Receveur | Tyler Warren  | 98 réceptions pour 1 158 yards et 8 TDs           |                                                                   |

## Résumé du match
Début du match à  19 h 45 locales, fin à  23 h 21 locales pour une durée totale de jeu de 3 h 35 min.
Températures de 56 degrés Fahrenheit (13 °C), ensoleillé,.
Résumé vidéo sur ESPN
| QT            | Temps         | Drive         | Drive         | Drive         | Équipe        | Description de l'action                                                                                         | Score | Score |
| ------------- | ------------- | ------------- | ------------- | ------------- | ------------- | --- | ----- | ----- |
| QT            | Temps         | Jeux          | Yards         | TDP           | Équipe        | Description de l'action                                                                                         | ND    | PENN  |
| 1             | -             | -             | -             | -             | -             | Pas de score | 0     | 0     |
|               |               |               |               |               |               | |       |       |
| 2             | 14:52         | PENN          | 14            | 55            | 04:51         | FG de 20 yards par le K Ryan Barker                                                                             | 0     | 3     |
| 2             | 02:18         | PENN          | 15            | 90            | 07:17         | TD à la suite d'ne course de 7 yards par le RB Nicholas Singleton (+ 1 pt de conversion par le K Ryan Barker)   | 0     | 10    |
| 2             | 00:00         | ND            | 13            | 52            | 02:18         | FG de 41 yards par le K Mitch Jeter                                                                             | 3     | 10    |
|               |               |               |               |               |               | |       |       |
| 3             | 10:46         | ND            | 8             | 75            | 04:14         | TD à la suite d'une course de 3 yards par le QB Riley Leonard (+ 1 pt de conversion par le K Mitch Jeter)       | 10    | 10    |
|               |               |               |               |               |               | |       |       |
| 4             | 14:07         | ND            | 10            | 71            | 05:19         | TD à la suite d'une course de 2 yards par le RB Jeremiyah Love (+ 1 pt de conversion par le K Mitch Jeter)      | 17    | 10    |
| 4             | 10:28         | PENN          | 7             | 75            | 03:47         | TD à la suite d'une course de 7 yards par le RB Nicholas Singleton (+ 1 pt de conversion par le K Ryan Barker)  | 17    | 17    |
| 4             | 07:55         | PENN          | 5             | 39            | 02:20         | TD à la suite d'une course de 7 yards par le RB Nicholas Singleton (+ 1 pt de conversion par le K Ryan Barker)  | 17    | 24    |
| 4             | 04:38         | ND            | 7             | 81            | 03:17         | TD de 54 yards par le WR Jaden Greathouse (passe du QB Riley Leonard + 1 pt de conversion par le K Mitch Jeter) | 24    | 24    |
| 4             | 00:07         | ND            | 7             | 19            | 00:26         | FG de 41 yards par le K Micht Jeter                                                                             | 27    | 24    |
| Score final : | Score final : | Score final : | Score final : | Score final : | Score final : | Score final :                                                                                                   | 27    | 24    |

## Statistiques
| Systèmes | Noms           | Postes | Équipe     |
| -------- | -------------- | ------ | ---------- |
| Attaque  | Riley Leonard  | QB     | Notre Dame |
| Défense  | Christian Gray | CB     | Notre Dame |

| Statistiques                          | Fighting Irish de Notre Dame                            | Nittany Lions de Penn State                             |
| ------------------------------------- | ------------------------------------------------------- | ------------------------------------------------------- |
| 1er down                              | 23                                                      | 20                                                      |
| 1er down à la course                  | 10                                                      | 11                                                      |
| 1er down à la passe                   | 11                                                      | 7                                                       |
| 1er down suite pénalité               | 2                                                       | 2                                                       |
| Conversion de 3e down                 | 11/17                                                   | 3/11                                                    |
| Conversion de 4e down                 | 0/0                                                     | 2/2                                                     |
| Jeux–yards                            | 73 jeux pour 383 yards                                  | 65 jeux pour 339 yards                                  |
| Yards à la course                     | 42 courses pour 116 yards (moyenne de 2,8 yards/course) | 42 courses pour 204 yards (moyenne de 4,9 yards/course) |
| Yards à la passe                      | 267                                                     | 136                                                     |
| Passes: Réussies-Tentées-Interceptées | 21/31 passes complétées, 2 interception                 | 12/23 passes complétées, 1 interception                 |
| Réussite en zone rouge/chances        | 3/3                                                     | 4/4                                                     |
| TD                                    | 3 (1 à la passe, 2 à la course)                         | 3 (3 à la course)                                       |
| Field Goals                           | 2/2                                                     | 1/1                                                     |
| Sacks (Nombre-Yards)                  | 1 pour 8 yards adverses perdus                          | 5 pour 22 yards adverses perdus                         |
| Fumbles (Nombre/Perdus)               | 1/0                                                     | 1/0                                                     |
| Pénalités (Nombre/Yards perdus)       | 4 pour 31 yards perdus                                  | 5 pour 44 yards perdus                                  |
| Temps de possession                   | 29:56                                                   | 30:04                                                   |

| Fighting Irish de Notre Dame |                    |                                                                                                   |
| Quarterbacks                 | Riley Leonard      | 13/23 passes complétées, 223 yards, 2 interceptions, 1 TD, 3 sacks subis, évaluation QB de 143,6  |
| Quarterbacks                 | Steve Angeli       | 6/7 passes complétées, 44 yards, 0 interception, 0 TD, 2 sacks subis, évaluation QB de 138,5      |
| Coureurs                     | Jeremiyah Love     | 11 courses pour 45 yards, 1 TD, moyenne de 9,7 yards/course                                       |
| Coureurs                     | Riley Leonard      | 18 courses pour 35 yards, 1 TD, moyenne de 1,9 yards/course                                       |
| Coureurs                     | Aneyas Williams    | 2 courses pour 17 yards, moyenne de 8,5 yards/course                                              |
| Coureurs                     | Jayden Thomas      | 1 course pour 18 yards                                                                            |
| Coureurs                     | Jadarian Price     | 7 courses pour 13 yards, moyenne de 1,9 yards/course                                              |
| Receveurs                    | Jaden Greathouse   | 7/7 réceptions pour 105 yards, 1 TD, moyenne de 15 yards/réc.                                     |
| Receveurs                    | Aneyas Williams    | 5/5 réceptions pour 66 yards, moyenne de 13,2 yards/réc.                                          |
| Receveurs                    | Mitchell Evans     | 5/9 réceptions pour 58 yards, moyenne de 11,6 yards/réc.                                          |
| Receveurs                    | Jordan Faison      | 2/3 réceptions pour 25 yards, moyenne de 12,5 yards/réc.                                          |
| Receveurs                    | Kris Mitchell      | 1 réception pour 7 yards                                                                          |
| Receveurs                    | Jeremiyah Love     | 1 réception pour 3 yards                                                                          |
| Défenseurs                   | Jack Kiser         | 10 plaquages dont 4 en solo                                                                       |
| Défenseurs                   | Xavier Watts       | 8 plaquages dont 5 en solo                                                                        |
| Défenseurs                   | Drayk Bowen        | 8 plaquages dont 3 en solo                                                                        |
| Défenseurs                   | Jaylen Sneed       | 6 plaquages dont 2 en solo, 1 pression sur QB                                                     |
| Défenseurs                   | Rod Heard II       | 3 plaquages dont 2 en solo, 1 sack (8 yards), 1 FF et 1 FR                                        |
| Défenseurs                   | Christian Gray     | 2 plaquages en solo, 1 interception                                                               |
| Nittany Lions de Penn State  |                    |                                                                                                   |
| Quarterback                  | Drew Allar         | 12/23 passes complétées, 135 yards, 1 interception, 0 TD, 1 sack subi, évaluation QB de 92,8      |
| Coureurs                     | Nicholas Singleton | 15 courses pour 84 yards, 3 TDs, moyenne de 5,6 yards/course                                      |
| Coureurs                     | Kaytron Allen      | 19 courses pour 82 yards, moyenne de 4,3 yards/course                                             |
| Coureurs                     | Tyler Warren       | 2 courses pour 21 yards, moyenne de 10,5 yards/course                                             |
| Coureurs                     | Drew Allar         | 6 courses pour 17 yards, moyenne de 2,8 yards/course                                              |
| Receveurs                    | Tyler Warren       | 6/7 réceptions pour 75 yards, moyenne de 12,5 yards/réc.                                          |
| Receveurs                    | Nicholas Singleton | 2/6 réceptions pour 23 yards, moyenne de 16,5 yards/réc.                                          |
| Receveurs                    | Khalil Dinkins     | 2/2 réceptions pour 21 yards, moyenne de 10,5 yards/réc.                                          |
| Receveurs                    | Luke Reynolds      | 1 réception pour 7 yards                                                                          |
| Receveurs                    | Kaytron Allen      | 1 réception pour 6 yards                                                                          |
| Défenseurs                   | Zakee Wheatley     | 16 plaquages dont 9 en solo, 1 sack (4 yards), 1 interception                                     |
| Défenseurs                   | Kobe King          | 9 plaquages dont 4 en solo, 2 sacks (6 yards), 1 interception, 1 FF                               |
| Défenseurs                   | Dani Dennis-Sutton | 6 plaquages dont 4 en solo                                                                        |
| Défenseurs                   | Jaylen Reed        | 6 plaquages dont 4 en solo, ½ sack (4 yards)                                                      |
| Défenseurs                   | Abdul Carter       | 5 plaquages dont 3 en solo, 2 TFL (10 yards), 1 sack (8 yards), 1 passe déviée, 1 pression sur QB |